# Блокування (програмування)
Блокування (англ. lock, рос. блокировка) — один із механізмів синхронізації в інформатиці, що забезпечує ексклюзивний доступ до спільного ресурсу.

## Типи блокування
- М'яке блокування — кожен потік перед доступом до спільного ресурсу повинен заблокувати ресурс;
- Обов'язкове блокування — коли доступ до заблокованого ресурсу породжує виняткову ситуацію в потоці, що намагався отримати доступ.

Блокування відрізняються по типу доступу до даних:
- спільне (тільки для читання) англ. shared (read only);
- ексклюзивне (для читання та запису) англ. exclusive (read-write).

Найпростіший спосіб блокування — бінарний семафор. Він не розрізняє типи доступу до даних.
Типи блокувань відрізняються по стратегії продовження виконання заблокованого потоку:
- потік призупиняє виконання і планувальник потоків запускає наступний потік;
- spinlock — потік в циклі перевіряє доступ до ресурсу. Таке блокування має перевагу коли очікування в критичній секції є короткими.

## Реалізація
Для ефективної реалізації механізму блокування потрібна підтримка на апаратному рівні, наприклад, у вигляді однієї із атомарних операції таких як «test-and-set», «fetch-and-add» чи«compare-and-swap», що дозволяють перевірити наявність блокування і якщо воно відсутнє встановити його.
Однопроцесорні системи також можуть використовувати послідовності команд, які не перериваються, за допомогою спеціальних префіксів команд, але це не працює в багатопроцесорних системах із спільною пам'яттю.
В системах де не існує таких атомарних операцій можна використовувати алгоритм Декера чи алгоритм Пітерсона.

## Гранулярність блокування
Гранулярність блокування — це міра кількості даних для блокування. Гранулярність блокування є компромісом між:
- накладними витратами — розміром пам'яті для створення блокуваннь та команд процесора для блокування/розблокування ресурсів;
- суперництвом за блокування — чим меншу кількість даних буде заблоковано, тим менша імовірність очікування зняття блокування;
- взаємним блокуванням — чим більша кількість блокувань, вища імовірність отримати взаємне блокування.

## Блокування читання та запису
Блокування читання та запису англ. read–write lock (RW lock) — примітив синхронізації для розв'язання задачі читачів та записувачів.
Даний вид блокування дозволяє операціям читання виконуватись паралельно, але вимагає ексклюзивного доступу для запису.
Застосовується для структур даних, що не можуть бути записані атомарною операцією (наприклад алгоритмом read-copy-update).
RW блокування може бути реалізоване з різними пріоритетами читання та запису: 
- RW блокування з пріоритетом читання — записувач не може заблокувати ресурс, якщо хоч один читач блокує його.
  - Режим з найбільшою паралельністю виконання, але можливий ресурсний голод для записувачів.

- RW блокування з пріоритетом запису — забороняє новим читачам блокувати ресурс, якщо записувач очікує на отримання блокування.
  - Найменша паралельність виконання, можливий ресурсний голод для читачів. На відміну від попереднього випадку, потребує 2 м'ютекса, замість одного.

- RW блокування без пріоритету — алгоритми без ресурсного голоду, наприклад FIFO.

Реалізація
- pthread_rwlock_t в стандарті POSIX [1]

- std::shared_mutex в C++14 [2]

- boost::shared_mutex та boost::upgrade_mutex в Boost[3]

- System.Threading.ReaderWriterLockSlim в .NET[4]

- ReadWriteLock[5] та ReentrantReadWriteLock[6] в Java version 5